# Гроголь Анна Георгиевна (Алексидзе)
Гроголь Анна Георгиевна (Алексидзе)    —  театровед, балерина. Эксперт театральной премии и фестиваля «Золотая маска». Почетный работник культуры г. Москвы.

### Биография
Гроголь Анна Георгиевна (Алексидзе), родилась 20 апреля 1975 года в Тбилиси в театральной семье.

### Семья
Отец — известный хореограф, Народный артист Грузии, Алексидзе Георгий Дмитриевич.
Мать — балерина, педагог, режиссёр Павлова Людмила Анатольевна.
Дед — Народный артист СССР, режиссёр Додо Алексидзе.

### Образование и карьера
В 1985 году поступила в ЛАХУ имени А. Я. Вагановой (Ленинградское Академическое Хореографическое училище). В 1-м классе балетного училища снялась в фильме «Фуэте», где играла роль маленькой Екатерины Максимовой.
В 1992 году — лауреат Международного конкурса артистов балета им. С. П. Дягилева в Москве.
В 1993 году с отличием окончила Тбилисское Государственное хореографическое училище имени В. М. Чабукиани (педагог Н. Д. Сильванович).
В 1993 году получает приглашение в качестве примы-балерины в Московский Академический Детский Музыкальный Театр имени Н. И. Сац, где  она становится ученицей балерины Элеоноры Власовой. В театре Анна Алексидзе исполняет ведущие и первые партии в балетах: «Щелкунчик», «Золушка»,«Синяя птица», «Болеро», «Алые паруса», «Капитанская дочка», «Юнона и Авось» и др.
В это же время, по приглашению хореографа Виктора Смирнова-Голованова, сотрудничает с Театром Классического Балета Виктора Смирнова-Голованова (Moscow City Ballet), где исполняет ведущие и первые партии в классических спектаклях: «Щелкунчик»(П. И. Чайковский), «Спящая красавица» (П. И. Чайковский), «Дон Кихот» (Л.Минкус), «Золушка» (С.Прокофьев), «Ромео и Джульетта» (С.Прокофьев), «Жизель» (А.Адан),  «Лебединое озеро» (П. И. Чайковский), «Синяя птица» (И.Сац), «Доктор Айболит» (И. В. Морозов), «Алые паруса» (В. М. Юровский), «Болеро» (М.Равель), «Капитанская дочка» (Т.Хренников). Работает с педагогом Л.Ф Нерубащенко.
В 2002 году Анна Алексидзе совместно с хореографом Анатолием Емельяновым создают театр «Корона Русского Балета» в Москве. С 2002 года по настоящее время театр ежегодно играет более 150 спектаклей во многих странах мира.
В 2010 году Анну Гроголь-Алексидзе приглашают на должность главного балетмейстера в Чувашский Государственный Театр оперы и балета, где она ставит балет «Лолита» по роману Владимира Набокова.
В 2012 году в качестве балетмейстера ставит драматический спектакль «Маленький принц» в ГБУК «Театр Стаса Намина».
С 2013—2021 г.г. года работала директором ГБУК  Московского Театра «Школа современной пьесы».
С августа 2021 года работает директором по развитию культурных и социальных проектов в инвестиционной компаний «RTP Globa l».

## Ведущие партии в балетах
- Лебединое озеро
- Спящая красавица
- Дон Кихот
- Ромео и Джульетта
- Жизель
- Доктор Айболит
- Щелкунчик
- Золушка
- Синяя птица
- Болеро
- Алые паруса
- Капитанская дочка

## Награды
- Почетный Работник Культуры г. Москвы
- Кавалер Ордена Дягилева «За пользу русской культуре»
- Медаль «За вклад в развитие русской культуры»
- Почетные грамоты от мэров г. Москвы и г. Сан-Франциско, Министра культуры Российской Федерации и Министра культуры г. Москвы.